# Washington Mystics 2008
La stagione 2008 delle Washington Mystics fu l'11ª nella WNBA per la franchigia.
Le Washington Mystics arrivarono seste nella Eastern Conference con un record di 10-24, non qualificandosi per i play-off.

## Roster
| N° | Naz.                   | Ruolo | Sportivo          | Anno | Alt. | Peso |
| -- | ---------------------- | ----- | ----------------- | ---- | ---- | ---- |
| 1  | Stati Uniti (bandiera) | C     | Crystal Langhorne | 1986 | 188  | 83   |
| 5  | Stati Uniti (bandiera) | A     | Krystal Vaughn    | 1986 | 185  | 73   |
| 9  | Stati Uniti (bandiera) | G     | Coco Miller       | 1978 | 178  | 62   |
| 11 | Stati Uniti (bandiera) | AC    | Taj McWilliams    | 1970 | 188  | 85   |
| 12 | Stati Uniti (bandiera) | G     | Laurie Koehn      | 1982 | 173  | 66   |
| 14 | Stati Uniti (bandiera) | G     | Shay Murphy       | 1985 | 180  | 74   |
| 15 | Stati Uniti (bandiera) | G     | Crystal Smith     | 1984 | 168  | 55   |
| 20 | Stati Uniti (bandiera) | GA    | Alana Beard       | 1982 | 180  | 73   |
| 23 | Stati Uniti (bandiera) | G     | Amber Jacobs      | 1982 | 173  | 69   |
| 25 | Stati Uniti (bandiera) | GA    | Monique Currie    | 1983 | 183  | 80   |
| 32 | Stati Uniti (bandiera) | G     | Nikki Blue        | 1984 | 173  | 74   |
| 33 | Stati Uniti (bandiera) | A     | Bernice Mosby     | 1984 | 185  | 78   |
| 34 | Stati Uniti (bandiera) | C     | Tasha Humphrey    | 1985 | 191  | 86   |
| 43 | Stati Uniti (bandiera) | AC    | Nakia Sanford     | 1976 | 193  | 91   |
| 52 | Stati Uniti (bandiera) | A     | Andrea Gardner    | 1979 | 191  | 86   |
| 53 | Stati Uniti (bandiera) | A     | Kendra Wecker     | 1982 | 175  | 78   |

## Staff tecnico
- Allenatori: Tree Rollins (8-14), Jesse Kenlaw (2-10)
- Vice-allenatori: Crystal Robinson, Jessie Kenlaw
- Preparatore atletico: Navin Hettiarachchi